# Franz Capek
Franz Čapek (* 18. November 1860 in Lettowitz/Mähren; † 3. Dezember 1938 in Haitzendorf); war ein mährisch-österreichischer Orgelbauer.

## Leben
Franz Capek sen. erlernte den Orgelbau bei Wilhelm Sauer in Frankfurt am Main und war ab 1880 bei Max Zachistal als Orgelbauer tätig. F. Capek heiratete Carolina Zachistal, die Tochter des ebenfalls aus Mähren stammenden Orgelbauers Maximilian (Max) Zachistal. F. Capek wurde somit Mitbesitzer der nunmehrigen Orgelbauanstalt „Zachistal & Capek“, deren Werkstätte sich in Krems an der Donau befand.
Im Jahre 1914 wurde diese von Gregor Franz Hradetzky (1880–1942), der bei ihm seine Lehre absolviert hatte, übernommen und in weiterer Folge von dessen Sohn Gregor Hradetzky d. J. weitergeführt, ehe dieser 1981 von Friedrich Heftner käuflich erworben wurde.
Sein Sohn Franz Capek jun. (1884–1970) führte den Betrieb des Vaters weiter und konnte noch vor Beginn des Ersten Weltkrieges (1914–1918) zahlreiche Aufträge ausführen. Bedingt durch die Rezession der Zwischenkriegszeit konnte er aber nicht mehr an die früheren Erfolge anschließen und musste 1933 Konkurs anmelden. Er starb 1970 in Krems an der Donau.
Seit 1883 wurden ca. 250 Orgeln gebaut, obgleich nur ein Orgelbetrieb mittlerer Größe vorlag.

## Orgeln
| Jahr                         | Ort                                | Gebäude                                  | Bild | Manuale | Register | Bemerkungen |
| ---------------------------- | ---------------------------------- | ---------------------------------------- | ---- | ------- | -------- | --- |
| 1882                         | Asperhofen                         | Pfarrkirche Asperhofen                   |      | I/P     | 9        | mechan. Kegellade |
| 1884                         | Maria Ponsee                       | Pfarrkirche Maria Ponsee                 |      | I/P     | 10       | Gemeinsam mit der Orgelbauanstalt Max Zachistal errichtet. |
| 1887                         | Großnondorf                        | Pfarrkirche Großnondorf                  |      | I/P     | 7        | mit dem Orgelbauer Max Zachistal gebaut. |
| 1887                         | Bad St. Leonhard                   | Pfarrkirche St. Leonhard im Lavanttal    |      | II/P    | 18       | |
| 1888                         | Altmelon                           | Pfarrkirche Altmelon                     |      | II/P    | 11       | nicht erhalten, mechan. Kegellade |
| 1889                         | Loiwein                            | Pfarrkirche Loiwein                      |      | I/P     | 8        | mechanische Kegellade, mit dem Orgelbauer Max Zachistal gebaut. |
| 1889                         | Mitterbach am Erlaufsee            | Pfarrkirche Josefsberg                   |      | I/P     | 7        | mechanische Kegellade, mit dem Orgelbauer Max Zachistal gebaut. |
| 1890                         | Großinzersdorf                     | Pfarrkirche Großinzersdorf               |      |         |          | mit dem Orgelbauer Max Zachistal gebaut. |
| 1890                         | Walpersbach                        | Pfarrkirche Walpersbach                  |      | I/P     | 6        | nur Gehäuse erhalten; seit 1960er-Jahre Orgel von Rudolf Novak |
| 1891                         | Bierbaum am Kleebühel              | Pfarrkirche Bierbaum am Kleebühel        |      | I/P     | 6        | mit dem Orgelbauer Max Zachistal gebaut. |
| 1892                         | Martinsberg                        | Pfarrkirche Martinsberg                  |      | I/P     | 9        | mit dem Orgelbauer Max Zachistal gebaut. |
| im Ende des 19. Jahrhunderts | Unterloiben                        | Pfarrkirche Unterloiben                  |      | II/P    | 14       | mit dem Orgelbauer Max Zachistal gebaut. |
| 1893                         | Inzersdorf ob der Traisen          | Pfarrkirche Inzersdorf ob der Traisen    |      | I/P     | 11       | nicht erhalten, mit dem Orgelbauer Max Zachistal gebaut. |
| 1893                         | Weissenbach an der Triesting       | Pfarrkirche Weissenbach an der Triesting |      | II/P    | 11       | Disposition |
| 1893                         | Krems an der Donau                 | Piaristenkirche Krems                    |      | II/P    | 19       | Orgel von Franz Capek in einem älteren Gehäuse, 1988 restauriert von Orgelbau Kuhn |
| 1895                         | Gobelsburg                         | Pfarrkirche Gobelsburg                   |      | II/P    | 16       | |
| 1895                         | Felling NÖ                         | Pfarrkirche Felling                      |      | I/P     | 6        | |
| 1896                         | St. Veit an der Gölsen             | Pfarrkirche St. Veit an der Gölsen       |      | II/P    | 17       | [ 7 ] |
| 1896                         | Krems an der Donau                 | Pfarrkirche St. Veit (Krems)             |      | III/P   | 42       | Orgelgehäuse nunmehr in Johann-Nepomuk-Kirche (Leopoldstadt), Foto aus Wien, II., St. Johann Nepomuk |
| 1898                         | Wien                               | Neuottakringer Kirche                    |      | III/P   | 48       | Disposition und Geschichte Ursprünglich mit pneumatischer Traktur ausgestattet, nahm Ferdinand Molzer 1937 den Umbau auf elektrisches Traktursystem vor. Zu einem unbekannten Zeitpunkt – jedenfalls vor 1976 – dürfte die Orgel auf 51 Register erweitert worden sein. 1976 gab die Pfarre eine Renovierung in Auftrag, die aber bis 1979 kein zufriedenstellendes Ergebnis zeigte. Aus diesem Grund wurde die Orgel zunächst stillgelegt und schließlich von 1985 bis 1989 durch ein neues Instrument der Firma Rieger Orgelbau ersetzt. |
| 1898                         | Hirm                               | Pfarrkirche Hirm                         |      | I/P     | 5        | Orgel derzeit nicht spielbar |
| 1899                         | Königsbrunn am Wagram              | Pfarrkirche Königsbrunn am Wagram        |      | I/P     | 10       | mechanische Kegellade |
| 1899                         | Gföhl                              | Filialkirche Moritzreith                 |      |         |          | |
| 1899                         | Stratzing                          | Pfarrkirche Stratzing                    |      | II/P    | 15       | mit Max Zachistal |
| 1900                         | Krumau am Kamp                     | Pfarrkirche Krumau am Kamp               |      | I/P     | 6        | |
| um 1900                      | Klingenbach                        | Pfarrkirche Klingenbach                  |      |         |          | nicht erhalten, seit 1995 Orgel von Walcker-Mayer, Guntramsdorf |
| um 1900                      | Hollabrunn                         | Pfarrkirche Groß                         |      | I/P     |          | |
| 1900                         | Niederrußbach                      | Pfarrkirche Niederrußbach                |      | II/P    | 12       | |
| 1900                         | Hautzendorf                        | Heiligenberg-Kirche (Hautzendorf)        |      | I/P     | 8        | |
| ca. 1900                     | Unterdürnbach                      | Pfarrkirche Unterdürnbach                |      | I/P     | 6        | derzeit seit 2005 stillgelegt |
| 1901                         | Tautendorf                         | Pfarrkirche Tautendorf                   |      | I/P     | 10       | Neorenaissance-Gehäuse |
| 1901                         | Muthmannsdorf                      | St. Peter im Moos                        |      | I/P     | 9        | |
| 1902                         | Schönberg am Kamp                  | Pfarrkirche Schönberg am Kamp            |      | II/P    | 13       | in historistischem Orgelgehäuse |
| 1902                         | Paasdorf                           | Pfarrkirche Paasdorf                     |      | I/P     | 9        | in neoklassizistischen Orgelgehäuse |
| 1903                         | Ruppersthal                        | Pfarrkirche Ruppersthal                  |      | I/P     | 9        | |
| 1904                         | St. Pölten                         | Franziskanerkirche St. Pölten            |      | II/P    | 20       | Im Jahr 1940 durch Ferdinand Molzer elektrifiziert und um 3 Register erweitert. |
| 1904                         | Wien                               | Votivkirche                              |      | I/P     | 10       | Ursprünglich als ein 12-Register auf zwei Manualen und Pedal umfassendes Instrument errichtet, führte die Firma Rieger (Jägerndorf) 1910 Umbauarbeiten durch. 1947 wurden durch Rieger (Schwarzach) die ursprünglich pneumatische Traktur durch eine Seiltraktur ersetzt und die Orgel auf ihre heutige Größe reduziert. |
| 1904                         | Heidenreichstein                   | Stadtpfarrkirche Heidenreichstein        |      | II/P    | 12       | nicht erhalten |
| 1904                         | Draßburg                           | Pfarrkirche Draßburg                     |      | I/P     | 7        | |
| 1905                         | Freischling                        | Pfarrkirche Freischling                  |      | I/P     | 8        | |
| 1905                         | Aggsbach-Dorf                      | Pfarrkirche Aggsbach-Dorf                |      | II/P    | 11       | pneumatische Traktur, nicht erhalten |
| 1905                         | Sallingberg                        | Pfarrkirche Sallingberg                  |      | I/P     | 10       | |
| 1905                         | Harbach                            | Pfarrkirche Harbach                      |      | I/P     | 8        | [ 14 ] |
| 1905                         | Obritzberg-Rust                    | Pfarrkirche Kleinhain                    |      | I/P     | 8        | Orgel nicht erhalten, seit 1988 Orgel von Helmut Allgäuer |
| 1906                         | Friedersbach                       | Pfarrkirche Friedersbach                 |      | I/P     | 10       | |
| 1906                         | Nußdorf ob der Traisen             | Pfarrkirche Nußdorf ob der Traisen       |      | II/P    | 10       | |
| 1906                         | Kapelln                            | Pfarrkirche Kapelln                      |      | II/P    | 10       | in einem neugotischen Gehäuse |
| 1906                         | Seyfrieds                          | Pfarrkirche Seyfrieds                    |      | I/P     | 6        | |
| 1906                         | Langegg in Schrems                 | Pfarrkirche Langegg                      |      | I/P     | 7        | nicht erhalten, seit 2004 Orgel von Walter Vonbank |
| 1906                         | Langenlebarn                       | Pfarrkirche Langenlebarn                 |      | I/P     | 8        | |
| 1907                         | Schwarzenbach an der Pielach       | Pfarrkirche Schwarzenbach an der Pielach |      | I/P     | 7        | in einem neugotischen Gehäuse |
| 1908                         | Kühnring                           | St. Philipp und Jakob                    |      | I/P     | 5        | |
| 1908                         | Pressbaum                          | Pfarrkirche Pressbaum                    |      | II/P    | 18       | |
| 1908                         | Vitis                              | Pfarrkirche Vitis                        |      | I/P     | 9        | pneumatische Traktur, op. 180 |
| 1908                         | Bischofstetten                     | Pfarrkirche Bischofstetten               |      | II/P    | 10       | pneumat. Traktur |
| 1908                         | Waldegg                            | Pfarrkirche Waldegg                      |      | I/P     | 10       | |
| 1909                         | Kleinschweinbarth                  | Pfarrkirche Kleinschweinbarth            |      | I/P     | 11       | |
| 1909                         | Stillfried                         | Pfarrkirche Stillfried                   |      | I/P     | 7        | |
| 1910                         | Maria Taferl                       | Wallfahrtskirche Maria Taferl            |      | III/P   | 42       | Prospekt der Hencke-Orgel aus dem Jahr 1760 wiederverwendet. Mittlerweile mehrfach umgebaut und erweitert; letztmalig 2010 von Wolfgang Bodem. |
| 1911                         | Pöbring                            | St. Bartholomäus                         |      | I/P     | 7        | nicht erhalten |
| 1912                         | Eisgarn                            | Kollegiatstift Eisgarn                   |      | II/P    | 13       | Orgel im Seitenschiff, nur vom Generalspieltisch aus spielbar; zuvor befand sich dieses Werk als eigenständiges Instrument in Egelsee bei Krems |
| 1913                         | Großsiegharts                      | Pfarrkirche Groß-Siegharts               |      | II/P    | 21       | [ 18 ] |
| 1913                         | Brand-Laaben                       | Pfarrkirche Brand-Laaben                 |      | I/P     | 8        | 1988 durch Franz Windtner restauriert |
| 1914                         | Dietmannsdorf an der Wild          | Pfarrkirche Dietmannsdorf an der Wild    |      | I/P     | 5        | [ 20 ] |
| 1915                         | Braunsdorf                         | Pfarrkirche Braunsdorf                   |      | I/P     | 8        | pneumatische Traktur, Gehäuse von Ignaz Reinold |
| 1919                         | Neupölla                           | Pfarrkirche Neupölla                     |      | I/P     | 7        | |
| 1925                         | Grafenwörth                        | Pfarrkirche Grafenwörth                  |      | II/P    | 12       | |
| 1925                         | Aspersdorf                         | Pfarrkirche Aspersdorf                   |      | II/P    | 12       | neue Orgel im Rokoko-Gehäuse, seit 2014 nicht mehr spielbar |
| 1926                         | Kirchstetten/Niederösterreich      | Filialkirche Kirchstetten                |      | I/P     | 6        | |
| 1926                         | Gutenbrunn (Gemeinde Herzogenburg) | Pfarrkirche Gutenbrunn-Heiligenkreuz     |      | II/P    | 23       | in einem spätbarocken Gehäuse von Franz Xaver Christoph, mit einem Wappen des Wiener Weihbischofs Anton Marxer |
| 1928                         | Gedersdorf                         | Filialkirche Gedersdorf                  |      | I/P     | 5        | |
| 1928                         | Brunn im Felde                     | Pfarrkirche Brunn im Felde               |      | I/P     | 8        | [ 21 ] |
| 1929                         | Retz                               | Stadtpfarrkirche Retz                    |      | II/P    | 20       | |
| 1929                         | Breitensee (Gemeinde Gmünd)        | Pfarrkirche Breitensee                   |      | II/P    | 18       | [ 22 ] |
| 1929                         | Oberkirchen                        | Pfarrkirche Oberkirchen                  |      | I/P     | 9        | |
| 1930                         | Hausleiten                         | Pfarrkirche Hausleiten                   |      | II/P    | 25 (24)  | [ 23 ] |
| 1933                         | Franzen (Gemeinde Pölla)           | Pfarrkirche St. Martin                   |      | I/P     | 7        | letzte bekannte Orgel von Franz Capek |
|                              | Wien-Favoriten                     | Pfarrkirche zum heiligen Franz von Sales |      | I/P     | 5        | Franz Capek zugeschrieben |